# باليز لاس فيغاس
باليز لاس فيغاس هو فندق وكازينو يقع في لاس فيغاس ستريب،بارادايس،نيفادا تمتلكه وتديره شركة سيزارز للترفيه.يحتوي الفندق على 2812 غرفة.